# Sh2-217
Sh2-217 est une région HII visible dans la constellation du Cocher.
Elle est située dans la partie nord-ouest de la constellation, au bord de la constellation de Persée et à environ 3° ouest-nord-ouest de Capella, la sixième étoile la plus brillante du ciel. Elle peut être observée et photographiée avec un puissant télescope amateur, bien qu'elle apparaisse très petite et peu lumineuse. Sa déclinaison est modérément septentrionale, de sorte qu'elle peut être observée principalement depuis l'hémisphère nord, où elle est circumpolaire jusqu'aux latitudes tempérées moyennes. Depuis l'hémisphère sud, en revanche, sa visibilité est limitée aux régions tropicales et aux régions tempérées inférieures. La période la plus favorable à son observation dans le ciel du soir s'étend d'octobre à avril.
Il s'agit d'une région nébuleuse extrêmement lointaine. Certaines estimations la situent à 5200 parsecs (près de 17000 années-lumière), ce qui la place dans la partie la plus éloignée du bras de Persée ou dans le bras situé immédiatement à l'extérieur. Le nuage est constitué d'un vaste complexe d'hydrogène atomique neutre en forme d'enveloppe et d'une région de gaz ionisé, formant la partie la plus brillante, qui reçoit le rayonnement de l'étoile LSV+47 24, une étoile bleue de classe spectrale O9,5V. La masse du nuage est d'environ 4100 M☉.